# Belém de São Francisco (kommun)
Belém de São Francisco är en kommun i Brasilien.   Den ligger i delstaten Pernambuco, i den östra delen av landet, 1 300 km nordost om huvudstaden Brasília. Antalet invånare är 20 236.
Följande samhällen finns i Belém de São Francisco:
- Belém de São Francisco

Omgivningarna runt Belém de São Francisco är huvudsakligen savann. Runt Belém de São Francisco är det glesbefolkat, med 12 invånare per kvadratkilometer.